# Manado
Manado, in de koloniale tijd Menado genoemd, is de hoofdstad van de provincie Noord-Sulawesi (Sulawesi Utara) op het eiland Sulawesi dat deel uitmaakt van Indonesië. Er wonen ongeveer 500.000 mensen in het vrijwel geheel christelijke Manado. Het is een handelsstad waar koffie, hout en specerijen worden verhandeld.
Voor de kust ligt het vulkanische eilandje 'Manado Tua' ('oud Manado') waar zich ooit de eerste uit de Filipijnen afkomstige Chinese vissers en handelslieden vestigden. Manado Tua ligt tezamen met de eilandjes Bunaken, Mantehagen, Siladen en Nain in het Nationaal Park Bunaken. Dit is een beschermd onderwatergebied dat bekendstaat bij duikers en biologen om de grote diversiteit aan vis, waterdieren en koraal. In 1997 ontdekte een onderzoeker op een plaatselijke vismarkt een vis die Raja Laut (koning der zee) werd genoemd. Het bleek een exemplaar te zijn van de daarvoor alleen bij Zuid-Afrika aangetroffen en uitgestorven gewaande coelacant.

## Burgemeester
Vanaf 1919 had Manado een eigen gemeenteraad. In 1929 werd de eerste burgemeester benoemd.
Nederlands-Indische tijd
- F.H. van de Wetering (1929-1935)
- H.F. Brune (1935-1937)
- D. Kapteijn (1937-1940)
- H. Dallinga (1941-1942)

## Nederlandse bisschoppen van Manado
- J.W. Panis (1934-1946)
- N. Verhoeven (1947-1969)
- Theodorus Hubertus Moors, M.S.C. (1969-1990)

## Jappenkampen
In Manado waren tijdens de Tweede Wereldoorlog twee krijgsgevangenenkampen in gebruik, te weten de Gevangenis en het Fort Amsterdam.

## Galerij

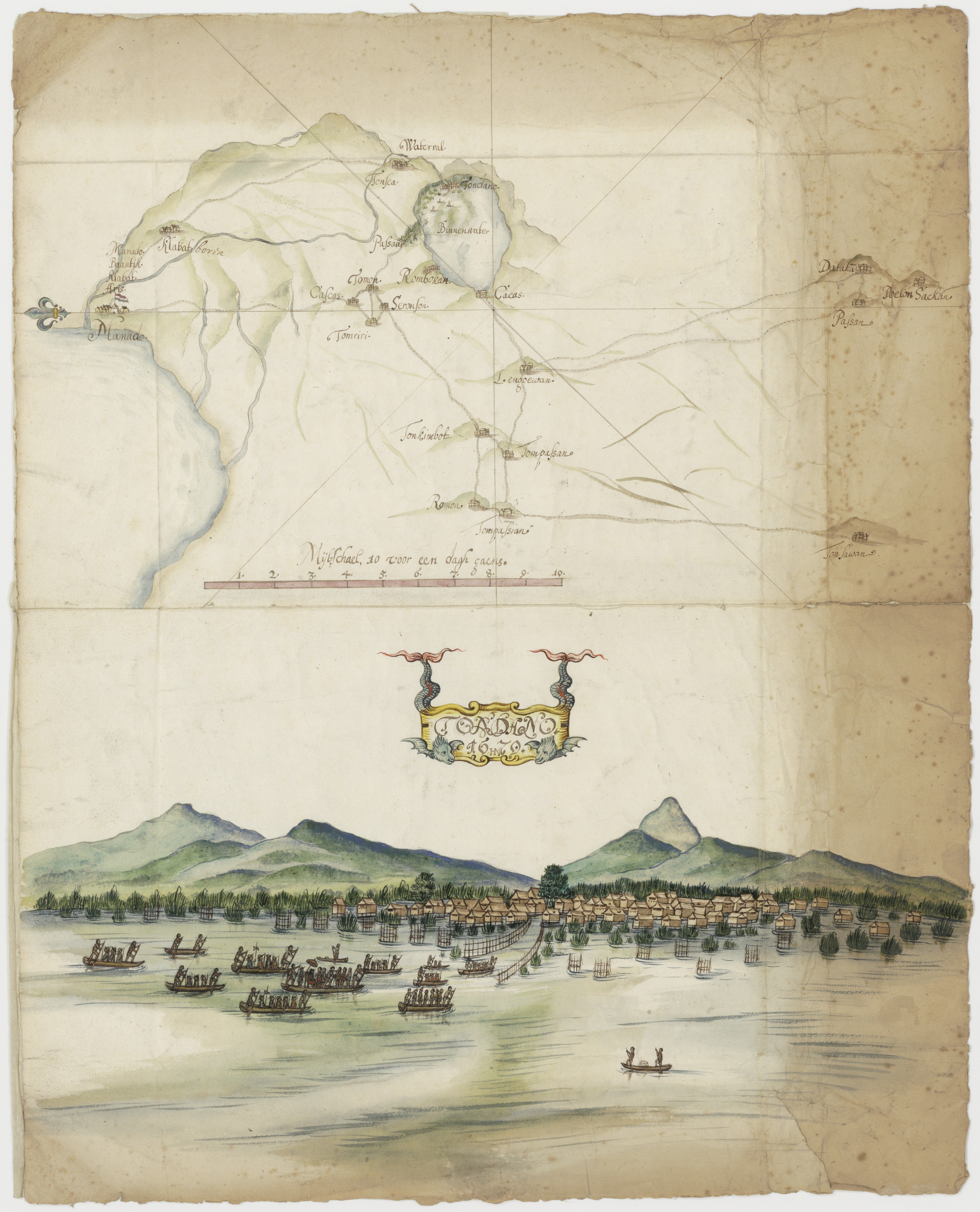
Kaart van Menado uit 1679
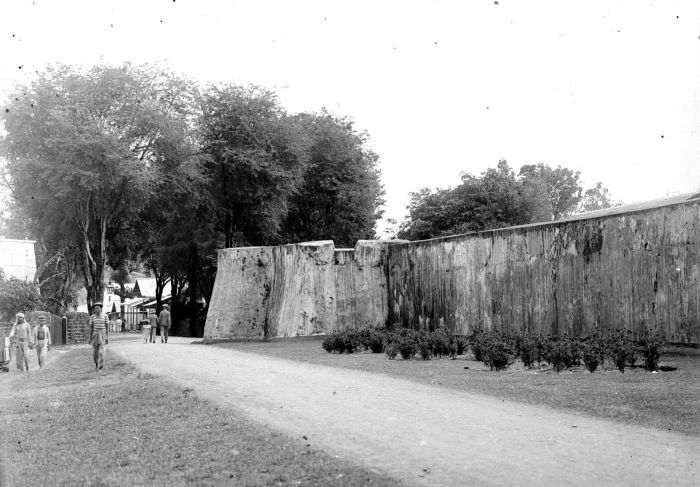
Fort Nieuw Amsterdam te Menado in het begin van de twintigste eeuw
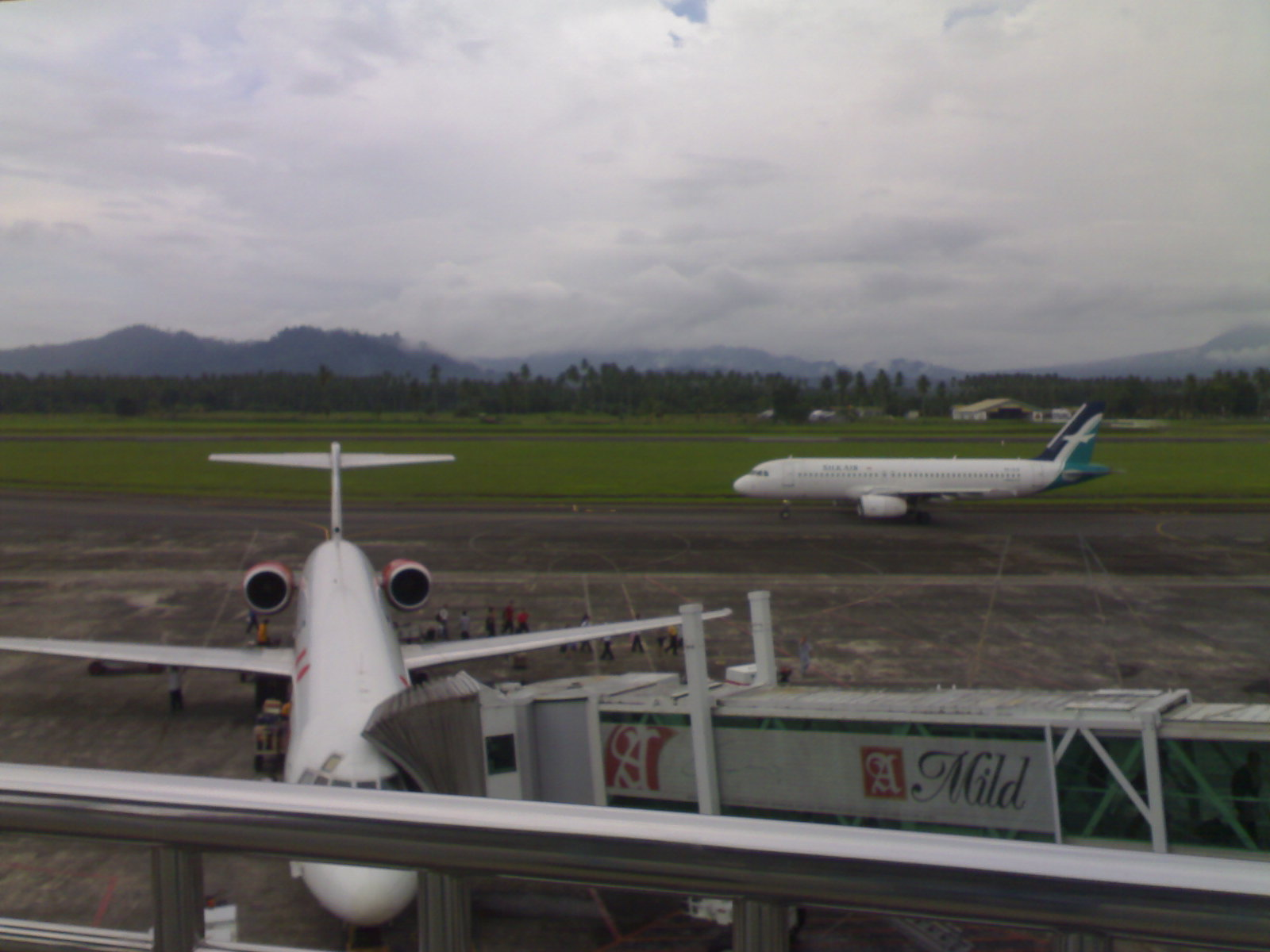
Sam Ratulangi vliegveld bij Manado

## Bekende inwoners van Manado

### Geboren
- Alexander Andries Maramis (1897-1977), advocaat en minister van Financiën
- Philippe Bär (1928-2025), Nederlands R.K. bisschop en Benedictijner monnik
- Fadly Kasim (1984-2006), bokser